# Valladolid (Yucatán)
Valladolid (auf Mayathan: Saki’, „die Weiße“) ist eine Kleinstadt im Osten des mexikanischen Bundesstaates Yucatán. Beim Zensus 2010 hatte die Stadt etwa 49.000 Einwohner. Valladolid ist der Verwaltungssitz des Municipio Valladolid.

## Geschichte
Der spanische Conquistador Francisco de Montejo gründete am 28. Mai 1543 in einiger Entfernung vom heutigen Ort an einer Lagune mit dem Namen Chowak-Ha’ („langes Wasser“) eine Stadt und benannte sie nach der damaligen Hauptstadt Spaniens Valladolid. Die frühen spanischen Siedler litten unter der Feuchtigkeit und der Moskito-Plage an der Lagune und verlangten in einer Petition, Valladolid weiter ins Landesinnere zu verlagern. Am 24. März 1545 wurde Valladolid an seinem heutigen Ort auf einer Stadt der Maya mit Namen Saki’ oder Zaci-Val errichtet, wobei deren Bauwerke niedergerissen wurden, um die Steine für die spanischen Gebäude verwenden zu können.  Im folgenden Jahr erhoben sich die Maya, der Aufstand wurde jedoch mit zusätzlichen spanischen Truppen aus Mérida niedergeschlagen.
Valladolid war bis zum Beginn des 20. Jahrhunderts nach Mérida und Campeche die drittgrößte und -wichtigste Stadt der Halbinsel Yucatán. Sie hatte eine wohlhabende Schicht von Criollos mit Stadthäusern im spanischen Kolonialstil und trug den Spitznamen Sultanin des Ostens.
Im Jahr 1840 hatte die Stadt etwa 15.000 Einwohner. Valladolid und die umgebende Region waren Schauplatz schwerer Kämpfe während des Kastenkrieges von Yucatán. Die Latinos waren am 14. März 1848 gezwungen, die Stadt aufzugeben, und die Hälfte von ihnen wurde in Hinterhalten getötet, bevor sie Mérida erreichten. Valladolid wurde von Maya-Rebellen überrannt und erst später in diesem Krieg zurückerobert.

## Sehenswürdigkeiten

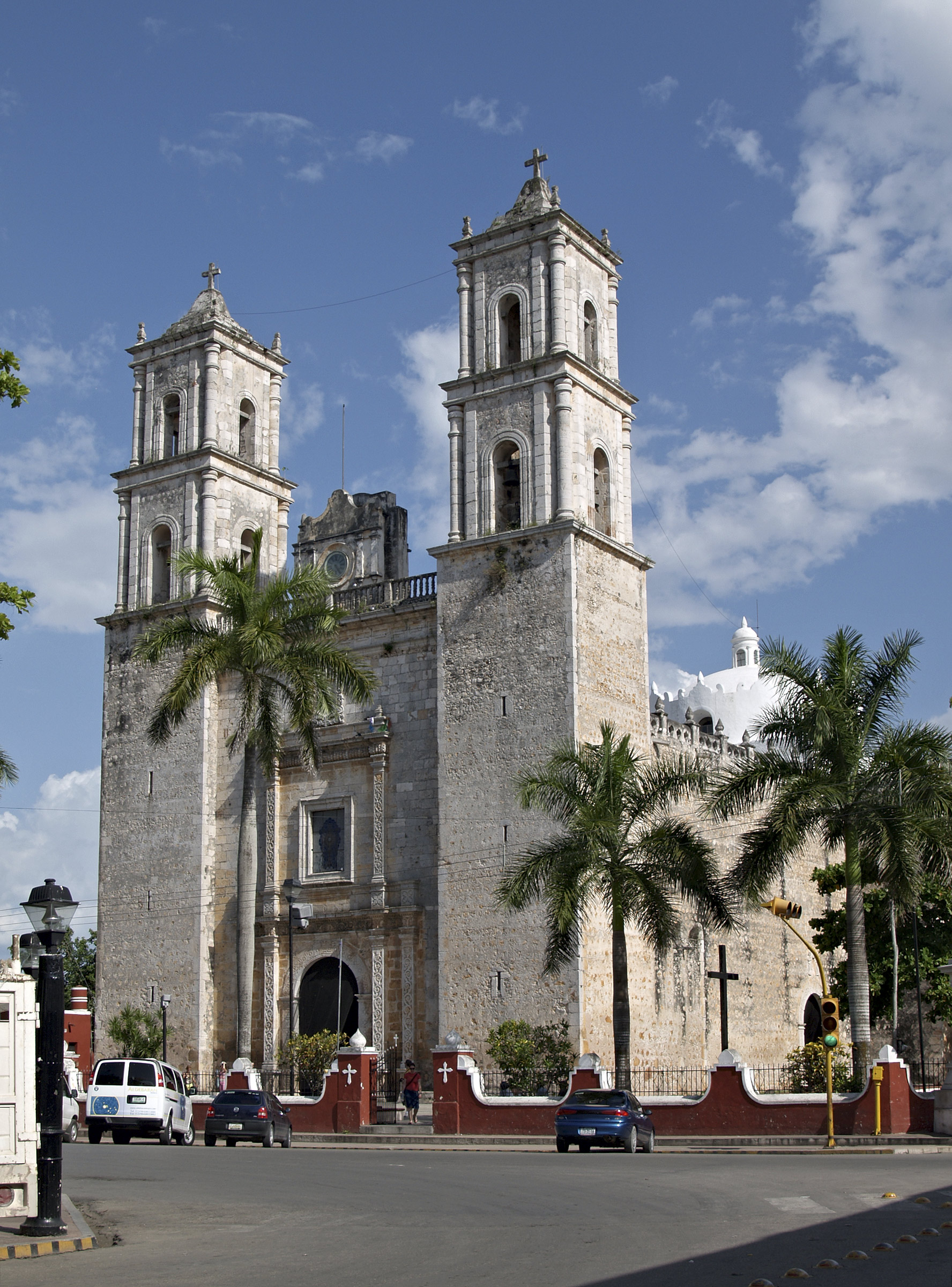
Iglesia de San Servacio

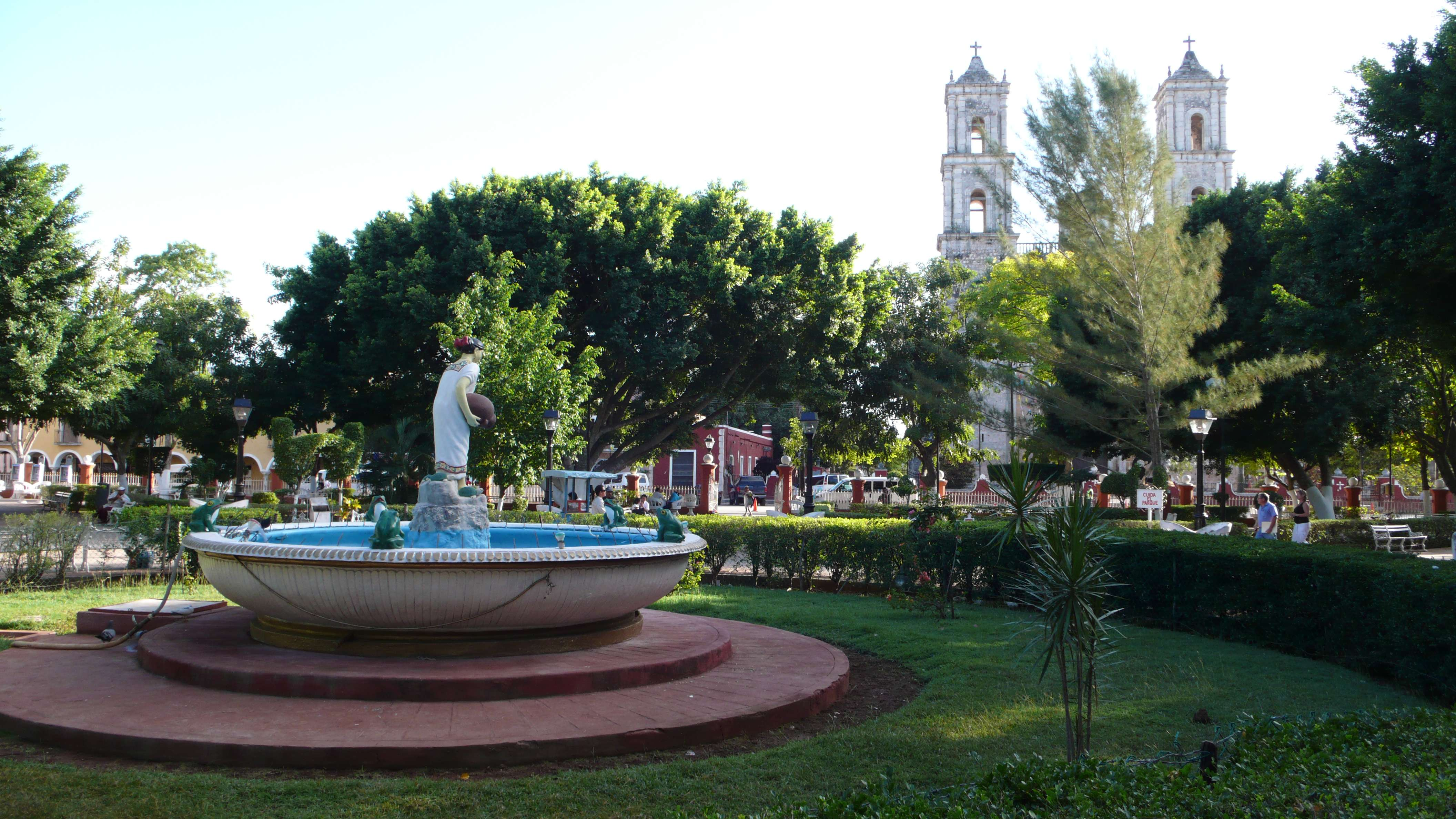
Stadtpark

Bemerkenswerte Sehenswürdigkeiten in Valladolid sind die Kathedrale aus der Kolonialzeit und der Konvent des Heiligen Bernhard, die Iglesia de San Servacio am Hauptplatz sowie die Zenote Zaci, eine natürliche Quelle mit einem Restaurant.